# تغذیه و بارداری

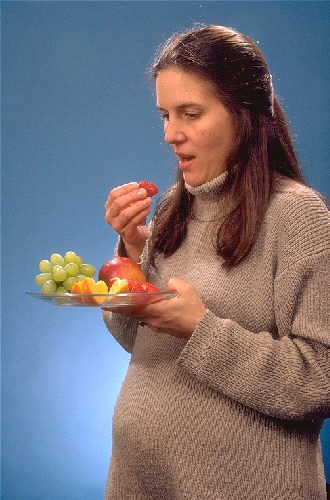
تغذیه و بارداری

تغذیه بارداری یا رژیم بارداری (به انگلیسی: Nutrition and pregnancy) به معنی مصرف مواد مغذی و برنامه‌ریزی غذایی مناسب قبل، حین و بعد از بارداری می‌باشد. تغذیه جنین از زمان بارداری آغاز می‌شود. به همین دلیل، تغذیه مادر از قبل بارداری (چندین ماه قبل) و همچنین در تمام دوران بارداری و شیردهی مهم است. نتایج تعداد بسیاری از مطالعات در این زمینه نشان داده‌است که تغذیه مادر بر روی رشد و سلامت کودک تأثیر زیادی می‌گذارد. حتی در بزرگسالی او خطر ابتلا به سرطان، بیماری‌های قلبی عروقی، فشار خون بالا و دیابت را تحت تأثیر قرار می‌دهد.
مقدار ناکافی یا زیاد برخی از مواد مغذی می‌تواند باعث ناهنجاری یا مشکلات پزشکی در جنین شود و اختلالات عصبی و معلولیت برای نوزاد خطری است که توسط مادرانی که دچار سو تغذیه هستند، ایجاد می‌شود. تخمین زده می‌شود که ۲۴٪ از نوزادان در سراسر جهان به دلیل کمبود تغذیه مناسب با وزن کمتر از حد مطلوب متولد می‌شوند. عادات شخصی تغذیه ای مادر مانند مصرف الکل یا مقدار زیادی کافئین می‌تواند بر رشد کودک تأثیر منفی داشته باشد و حتی عوارض جبران ناپذیری ایجاد کند که در مراحل اولیه بارداری اتفاق می‌افتد.
مصرف کافئین در دوران بارداری با افزایش خطر سقط جنین همراه است. مصرف ماهی نیز در بارداری مهم است؛ زیرا مادران باردار نباید از ماهی‌های با جیوه بالا استفاده کنند. وجود اسید فولیک کافی به صورت تغذیه ای یا مکمل نیز برای خانم‌های باردار از مواد ضروری به حساب می‌آید.

## تغذیه قبل از بارداری
اگر شما قصد اقدام برای بارداری را دارید بهتر است از قبل به فکر باشید و پزشک متخصصتان را انتخاب کنید. برخی از خانم‌ها بدنشان نیاز به یک سری مکمل برای آمادگی بارداری دارد که باید از قبل به فکر آن باشند تا بعداً خطری برای خودشان و جنین ایجاد نشود.
شروع مصرف اسید فولیک چه از طریق مواد غذایی و چه از طریق مکمل‌های تجویز شده توسط پزشک الزامی است؛ زیرا در صورت کمبود این ویتامین در بدن احتمال کم خونی مادر و کم وزنی نوزاد هنگان تولد وجود دارد. به علاوه مکمل اسید فولیک قبل از بارداری برای جلوگیری از ایجاد اسپینا بیفیدا و سایر نقص لوله عصبی توصیه می‌شود. این مقدار باید حداقل ۰٫۴ میلی‌گرم در روز قبل از بارداری، ۰٫۶ میلی‌گرم در روز در طول سه‌ماهه اول بارداری و ۰٫۵ میلی‌گرم در روز هنگام شیردهی باشد و علاوه بر آن خوردن غذاهای غنی از اسید فولیک مانند سبزیجات برگ سبز نیز توصیه می‌شود.
سطح ید نیز در زنان باردار اغلب کم است و ید برای عملکرد طبیعی تیروئید و رشد ذهنی جنین لازم است. زنان دارای کمبود ید نیز باید سطح مکمل‌های آن را از قبل از بارداری شروع کنند. سطح ویتامین D در بدن افراد متفاوت است. این ویتامین نیز در بدن برخی از زنان کمتر حد طبیعی مورد نیاز است. در این صورت پزشک مکمل ویتامین دی تجویز می‌کند.
اسیدهای چرب اشباع نشده با زنجیره بلند، به ویژه اسید دوکوزاهگزانوئیک (DHA) و اسید ایکوزاپنتانوئیک (EPA)، برای رشد جنین مفید هستند. خانم‌هایی که دچار کمبود این اسیدهای چرب می‌باشند بیشتر با زایمان زودرس و وزن کم نوزاد هنگام تولد مواجه می‌شوند. آهن برای رشد سالم جنین و جفت به خصوص در سه‌ماهه دوم و سوم مورد نیاز است. همچنین برای تولید هموگلوبین قبل از بارداری ضروری است. خونریزی مادران دچار کم خونی ناشی از فقر آهن دلیل اصلی مرگ و میر مادران در سراسر جهان است.

## تغذیه در بارداری
اسید فولیک که فرم مصنوعی ویتامین فولات است، برای دوران بارداری یک ماده حیاتی است. کمبود اسیدفولیک ممکن است باعث نقص لوله عصبی (NTDs) شود. زنانی که در دوران بارداری از مکمل‌های اسیدفولیک استفاده کرده‌اند کمتر دچار این خطر شده‌اند.

### اسید فولیک
مکمل اسید فولیک قبل از بارداری برای جلوگیری از ایجاد اسپینا بیفیدا و سایر نقایص لوله عصبی توصیه می‌شود. این مقدار در طول بارداری باید حداقل در روز ۰٫۴ میلی‌گرم در طول سه‌ماهه اول بارداری، ۰٫۶ میلی‌گرم در روز ادامه بارداری و ۰٫۵ میلی‌گرم در روز در هنگام شیردهی باشد.

### ید
سطح ید نیز اگر با مصرف ید قبل از بارداری به مقدار طبیعی نرسد باید در طول بارداری نیز ادامه پیدا کند تا از نظر رشد ذهنی و عملکرد تیروئید برای جنین مشکلی به وجود نیاید.

### ویتامین دی
برای افرادی که دچار کمبود ویتامین دی در بارداری هستند مقدار ۱۰۰۰ واحد بین‌المللی ویتامین دی به‌صورت روزانه توصیه می‌شود. البته همان‌طور که می‌دانید شرایط بارداری برای هر خانم متفاوت است؛ بنابراین حق مصرف سر خود هیچ مکملی را با هیچ دوز مشخص ندارید و باید مقدار آن حتماً توسط پزشک مشخص شود.

### اسید چرب
اسیدهای چرب اشباع یعنی اسید دوکوزاهگزانوئیک (DHA) و اسید ایکوزاپنتانوئیک (EPA)، نیز همچنان برای رشد جنین نیاز هستند و باید در طول بارداری مصرف شوند تا خطر زایمان زودرس و وزن کم هنگام تولد را کاهش دهند.

### آهن
آهن نیز برای رشد جنین و جفت به ویژه در سه‌ماهه دوم و سوم مورد نیاز است. در صورت کم خونی ناشی از آهن یا در مادران مستعد برای جلوگیری از این عارضه معمولاً پزشکتان در طول بارداری نیز برای شما مکمل آهن تجویز خواهد کرد.